# Ури (Дагестан)
Ури́ — село (аул) в Лакском районе Дагестана. Административный центр сельского поселения «Сельсовет «Уринский»».

## География
Село расположено в 19 км к северо-западу от районного центра — села Кумух, на левом берегу реки Цамтичай.

## Название села
Существует две версии происхождения названия села. По одной из версий, название «Ури» производно от лакского слова «ури» («урисса»), которое означает волосатый (лохматый). По другой версии, название производно от аварского слова «гьури», которое означает ветер.

## История
Как сообщает А. Г. Булатова, «выходцам из Персии приписывают основание небольших поселков, которые объединившись образовали селение Ури (Лакского района), а также основание соседнего сел. Кихарчи». В средневековье селение было заселено узденями, но тем не менее, обязывалось выплачивать ханскому дому по 15 вьюков дров (как и соседние сёла Мукар, Камахал и Бухты).
Основным занятием уринцев было животноводство. В Ури, как и в других селениях бывшего Мукарского наибства, пограничных с Аварией, было принято на лето отправлять на горные пастбища овец и коров. С животными уходили обычно старухи и дети. Для коров строили загоны, а для людей — временные жилища «чятирду» или устанавливали палатки из паласов. Запасаясь продовольствием, люди жили здесь около трех месяцев.
Во время Кавказской войны сел. Ури входило в состав имамата, но в 40-е гг. XIX в. было разрушено Шамилём. После этого, селение было отстроено на более ровном месте (то расположение, которое мы знаем сейчас). По устным преданиям и топонимическим анализам нынешнее расположение села — третье по счёту. Во второй половине XIX в. в связи с усилением хозяйственных связей с центральной Россией, большое развитие получило производство медной посуды. С производством медной посуды был тесно связан и лудильный промысел. Одним из лакских центров медно-лудильного дела был также Ури.
Если говорить про традиционную одежду уринцев, то надо заметить, что при отсутствии отличий мужской одежды от других лакцев, женская одежда «лакку гьухъа» отличалась тем, что её носили подоткнутым с боков в штаны, как у соседних аварок-андалялок.
После установления Советской власти в селе была открыта начальная школа — в 1928 году. В 1934 году она была преобразована в семилетнюю.
С фронта Великой Отечественной войны не вернулись 60 человек. Многие заслужили ордена и медали. Юсупов Азиз первым на Северном Кавказе получил орден Боевого Красного Знамени. Омаров Сагид командовал полком, полковник награждён орденом Красного Знамени.
В годы войны колхоз «Коммунист» был среди передовых — и в районе, и в республике. В разные годы председателями колхоза работали: Марупов Минкаил, Аттаев Абдурахман, Рамазанов Хамза, Ахмедов Муртузали, Рамазанов Гусейн, Магомедов Абиди, Амиров Минкаил, Алиев Адам, Абдулаев Магомед, Курбанмагомедов Абубакар, Курбанов Даниял, Гаджидаудов Алчел, Магомедов Халид, Магомедов Ширвани.
Председателями сельского совета работали: Рамазанов Хамза, Мамаев Рамазан, Кунбуттаев Кунбутта, Амиров Амир, Курбанов Даниял, Магомедов Ширвани, Рамазанов Шакир, Алиев Адам.
Директорами школы работали: Амиров Амир, Алиев Адам, Алиев Джахпар, Курбанов Даниял, Магомедова Асли, Магомедова Жанна, Кунбуттаева Муслимат.
В 1944 году часть населения переселена в село Банайаул Ауховского района (ныне село Новолакское Новолакского района).

## Уринский диалект
Развивается под влиянием аварского языка. На нём говорят в сёлах Ури, Мукар, Камахал и Палисма. 
| русское       | лакское (литературное)        | лакское (уринский диалект)           |
| ------------- | ----------------------------- | ------------------------------------ |
| совок         | ххаканназ                     | ххачанназ                            |
| овёс          | нихъа                         | нихIа                                |
| кукушка       | ччикку                        | ккикку                               |
| примула       | ччиккул тIутIи                | киккул ус                            |
| следок        | шятIал                        | мяхси                                |
| мужчина       | адимина                       | адамина                              |
| усы           | ссирссилтту                   | ссилмилтту                           |
| щипцы         | къяцIа                        | къянцIа                              |
| очаг          | кIач                          | цIабякь                              |
| ложь          | щялмахъ                       | бябахъ                               |
| дело          | даву                          | дав                                  |
| работа        | зузаву                        | зузав                                |
| здоровье      | цIуллушиву                    | цIуллушия                            |
| делать        | дуллан (буллан, уллан)        | даллан (баллан, аллан)               |
| дать (отдать) | дулун (булун, улун)           | дулин (булин, улин)                  |
| рассказать    | бусан                         | бусин                                |
| девичий       | душнил                        | душил                                |
| воровской     | цуркул (цуркнил)              | цуркил                               |
| все           | циняв                         | цянав                                |
| на границу    | дазулин                       | дазин                                |
| куры          | аьнакIив (аьнакIул, аьнакIал) | аьнакIиртту (аьнакIил, аьнакIирттал) |

Ударения во многих словах ставится на второй слог (и выражено крайне слабо), либо вообще исчезает. Примеры: лит. «жа́гьил» юноша — диал. «жагьи́л»; лит. «о́ьчин» позвать — диал. «оьчи́н» и т.д. Имена в уринском диалекте подвергаются трансформации. Примеры: лит. МахIаммад — диал. МаммитIу; лит. ПатIимат — диал. ПатIи (ПатIа); лит. Юсуп — диал. Исуп; лит. Шяъван — диал. ЩахIван. В именах ударение также стоит на втором слоге и выражено слабо. Примеры: лит. За́гьидат — диал. Загьи́да; лит. А́ьбиди — диал. Аьби́ди; лит. Ха́лид — диал. Хали́д; лит. А́сият — диал. Аси́ят и т.д.

## Население
| 1869 | 1888 | 1895 | 1926 | 1939 | 1970 | 1989 |
| ---- | ---- | ---- | ---- | ---- | ---- | ---- |
| 248  | ↗365 | ↗379 | ↘311 | ↗442 | ↘197 | ↘98  |
| 2002 | 2010 | 2021 |      |      |      |      |
| ↗171 | ↘153 | ↗172 |      |      |      |      |

## Уроженцы
Азизов, Омар Юсупович (1961—1996) — старший лейтенант милиции, героически погиб в бою у села Первомайское Хасавюртовского района, награждён орденом Мужества